# Hanôver
Hanôver, também conhecida como Hanovre ou Hanover (em alto-alemão: Hannover, em baixo-alemão: Hannober) é a capital e a maior cidade do estado alemão da Baixa Saxónia. Seus 535 932 (2021) habitantes faz dela a 13ª maior cidade do país, bem como a 3ª maior cidade no norte da Alemanha depois de Hamburgo e Bremen. A área urbana de Hanôver compreende as cidades de Garbsen, Langenhagen e Laazen, e tem uma população de aproximadamente 791 000 habitantes (2018).
Localiza-se confluência dos rios Leine e seu tributário, Ihme, ao sul das planícies norte-alemãs. Hanôver é parte da região metropolitana (Metropolregion, em alemão) de Hannover-Braunschweig-Göttingen-Wolfsburg, sendo sua maior cidade e também a maior em população na área dialectal do baixo-alemão, depois de Hamburgo, Dortmund, Essen e Bremen.
Antes de se tornar a capital da Baixa Saxônia em 1946, Hanôver foi a capital do Principado de Calemberg (1636–1692), do Eleitorado de Hanôver (1692–1814), do Reino de Hanôver (1814–1866), da Província de Hanôver no Reino da Prússia (1868–1918), da Província de Hannover no Estado Livre da Prússia (1918–1946), e do Estado de Hanôver (1946). De 1714 a 1837 Hanôver foi por união pessoal onda se assentava a família real da Casa de Hanôver, sob o título de duques do Ducado de Brunswick-Lüneburg.
Em Hanôver se realizou a exposição mundial (Expo) de 2000, já que a cidade apresenta a maior área de exposições e feiras do mundo. Em Hanôver se realizam (entre outras) a maior feira da tecnologia da informação (CeBIT) a maior feira das indústrias (Hannover Messe) e a parte dos veículos comerciais da maior feira internacional de veículos (IAA).
Foi fundada na época medieval em 1241, na margem leste do rio Leine. Seu nome original Honovere pode significar "alta (rio) banco", embora esta informação seja controversa (cf. das Hohe Ufer).
Hannover é também conhecida mundialmente por ser a cidade-natal dos Scorpions, um dos maiores nomes da história do rock na Alemanha.
Importantes empregadores são Continental AG, Volkswagen, Talanx, VHV e Hannover Re.